# Löbstedt
Löbstedt ist eine ehemalige Gemeinde in Thüringen und heutiger Stadtteil der kreisfreien Stadt Jena.

## Lage und Geografie

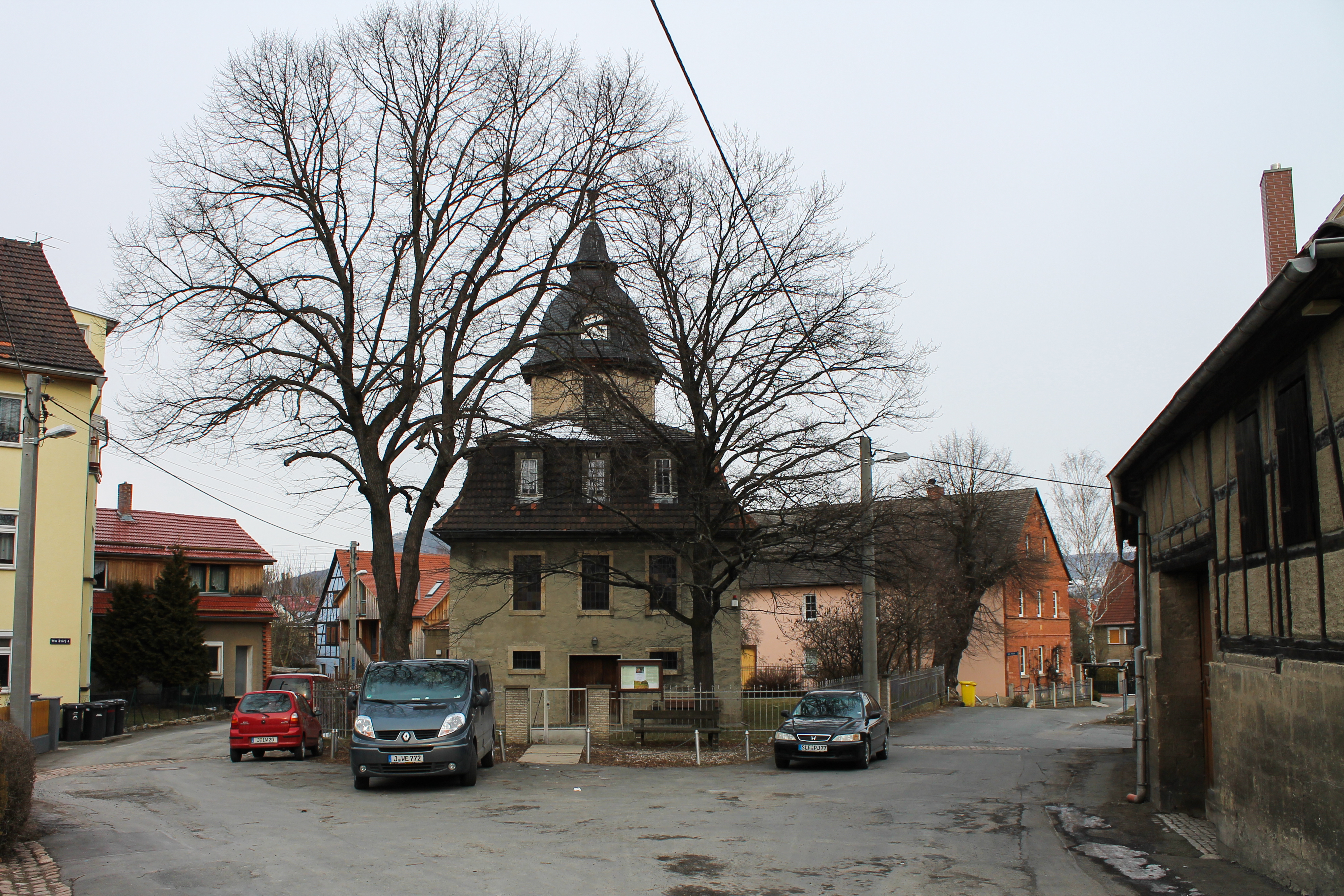
Dorfkern mit Blick auf die Kirche

Löbstedt liegt etwa 3 Kilometer nördlich des Stadtzentrums und westlich der Saale. Das historische Gemeindegebiet, die Gemarkung Löbstedt, verläuft von der Saale als östlicher Grenze über etwa 3 Kilometer nach Westen bis zu den Ausläufern des Windknollens auf etwa 330 Metern Höhe über NN. Ihre größte Nord-Süd-Ausdehnung beträgt jedoch nur etwa 1,4 Kilometer, ihre Fläche ursprünglich 262,4, später 264,2 Hektar. Die nördliche Gemarkungsgrenze wird hauptsächlich von den Straßen Flurweg und Am Heiligenberg sowie dem Steinbach gebildet, die südliche Grenze verläuft grob entlang der Straßen Unterm Schützenhof, Lützener Straße und Schwarzaweg.
Nach der Ausgliederung des Stadtbezirks Nord II im Jahr 2006 besteht der Ortsteil Löbstedt, neben dem alten Dorfkern und einem Gebiet bis zur Saale, im Wesentlichen aus einem langgestreckten Flurstreifen zwischen der Straße Rautal und der historischen Gemarkungsgrenze nördlich davon. Seine Katasterfläche beträgt nur noch 56 Hektar.
An Löbstedt angrenzende Ortsteile sind Zwätzen im Norden, Kunitz im Osten und Jena-Nord im Süden und Westen. Westlich von Löbstedt liegt das Rautal, das durch sein großes Vorkommen von Winterlingen bekannt ist. In der Löbstedter Saaleaue befinden sich das FFH-Gebiet „Glatthaferwiesen Löbstedt“ sowie die 10 Hektar große Fläche des Jena-Experiments, eines Langzeitprojektes zur Erforschung der Biodiversität.

## Verkehr
Die Bundesstraße 88 und die Bahnstrecke Großheringen–Saalfeld tangieren den Stadtteil. Nächstgelegener Bahnhof ist der Bahnhof Jena-Zwätzen im benachbarten, gleichnamigen Stadtteil. Mit der Eröffnung der Straßenbahn Jena im Jahr 1901 erhielt Löbstedt Anschluss an die damalige Hauptstrecke Zwätzen–Schubertsburg. Zentral im Stadtteil lag über viele Jahrzehnte die Kreuzungshaltestelle Löbstedt. Am Kaufland (ehemaliger Milchhof) kam in den 1990er-Jahren die Haltestelle Naumburger Straße hinzu; beide Haltestellen werden von den Straßenbahn-Linien 1 und 4 bedient. Die Verlängerung der Straßenbahnstrecke von Zwätzen zum Wohngebiet Himmelreich und der zweigleisige Ausbau vom Kaufland bis Zwätzen erhielten im November 2017 Baurecht; die Bauarbeiten auf Löbstedter Gebiet dauerten vom 26. September 2018 bis September 2020. Hierbei wurde die gesamte Ortsdurchfahrt mit allen ober- und unterirdischen Bestandteilen des Straßenraums komplett erneuert. Die Haltestelle Löbstedt wurde nördlich der Kreuzung Naumburger Straße/Flurweg neu errichtet und liegt jetzt, unter dem Namen Flurweg, auf Zwätzener Gebiet. Die Haltestelle Naumburger Straße erhielt ein Wendegleis und wurde, als nunmehr einzige Löbstedter Haltestelle, in Löbstedt umbenannt.

## Geschichte
Im Jahr 1218 wurde das Dorf Löbstedt erstmals urkundlich genannt.
Im Jahr 1536 bestand noch der Bierzwang, d. h. Bier durfte nur in einem von der Gemeinde begrenzten Bereich („Biermeile“) ausgeschenkt werden, um  unliebsame Konkurrenz auszuschalten und die Einfuhr auswärts hergestellter Biere zu verhindern. Die Wirte durften nur einheimisches Bier ausschenken. Den Bierzwang übten auf dem Lande die Herrschafts- und Klosterbrauereien aus. Diese Vorschriften der Gemeinden und Städte fielen, wenn noch vorhanden, gegen Ende des 18. Jahrhunderts. Zu besagter Zeit kamen an einem Pfingstmontag 200 Bürger aus Jena nach Löbstedt, um den hiesigen Einwohnern die Bierfässer zu stehlen.
Zwischen der Eingemeindung Löbstedts 1922 und dem Zweiten Weltkrieg entstanden auf Löbstedter Flur zwei kleine Wohngebiete (Stifterstraße/Unterer Sachseneckweg und Paul-Weber-Straße) und umfangreiche Kasernenbauten östlich der Naumburger Straße. Von 1960 bis 1968 wurden die bisher landwirtschaftlich genutzten Flächen zwischen Naumburger Straße, Rödigenweg und Rautal mit dem Großwohngebiet Nord II bebaut; unter anderem entstanden dabei etwa 2000 Wohnungen. Diese Bautätigkeit führte dazu, dass der Ortsteil Löbstedt nach der Gründung in den historischen Gemarkungsgrenzen gemäß Stadtratsbeschluss vom 6. Mai 1992 über 5000 Einwohner hatte. Mit Wirkung zum 31. Dezember 2002 wurde das Gebiet westlich der Naumburger Straße und südlich der Straße Rautal, mit Ausnahme der Fläche östlich der Erich-Kuithan-Straße, als eigener statistischer Bezirk Nord II (209 Hektar, 5091 Einwohner) vom alten Ortskern Löbstedt abgeteilt und 2006 dem neu gegründeten Ortsteil Jena-Nord zugeschlagen; die frühere Zugehörigkeit zu Löbstedt ist noch an der Nummer des Bezirkes erkennbar (070: Löbstedt alt, 071: Löbstedt neu, 072: Nord II). Damit entstand der Ortsteil Löbstedt in seinen heutigen Grenzen.
Im Jahre 1998 wurde das Löbstedter Brauhaus abgerissen. Heute befindet sich an diesem Ort ein Spielplatz für Kinder. Eine Gedenktafel erinnert an das einzige Löbstedter Brauhaus.

## Ortsteilrat und Ortsteilbürgermeister
Seit dem 22. September 2002 hat der Ortsteil Jena-Löbstedt einen Ortsteilbürgermeister und Ortsteilrat (bis 2003 noch als Ortsbürgermeister und Ortschaftsrat bezeichnet), der sich um die kulturellen Belange und die Pflege des Brauchtums im Ortsteil kümmert. Erster Ortsteilbürgermeister (damals Ortsbürgermeister) war Gerhard Seifert, anschließend folgte von 2004 bis 2019 Karsten Seyfarth und von 2019 bis 2024 Carola Döpel. Seit der Kommunalwahl am 26. Mai 2024 ist Claudia Sippach die Ortsteilbürgermeisterin von Löbstedt.

## Die Dorfkirche St. Marien-Magdalena

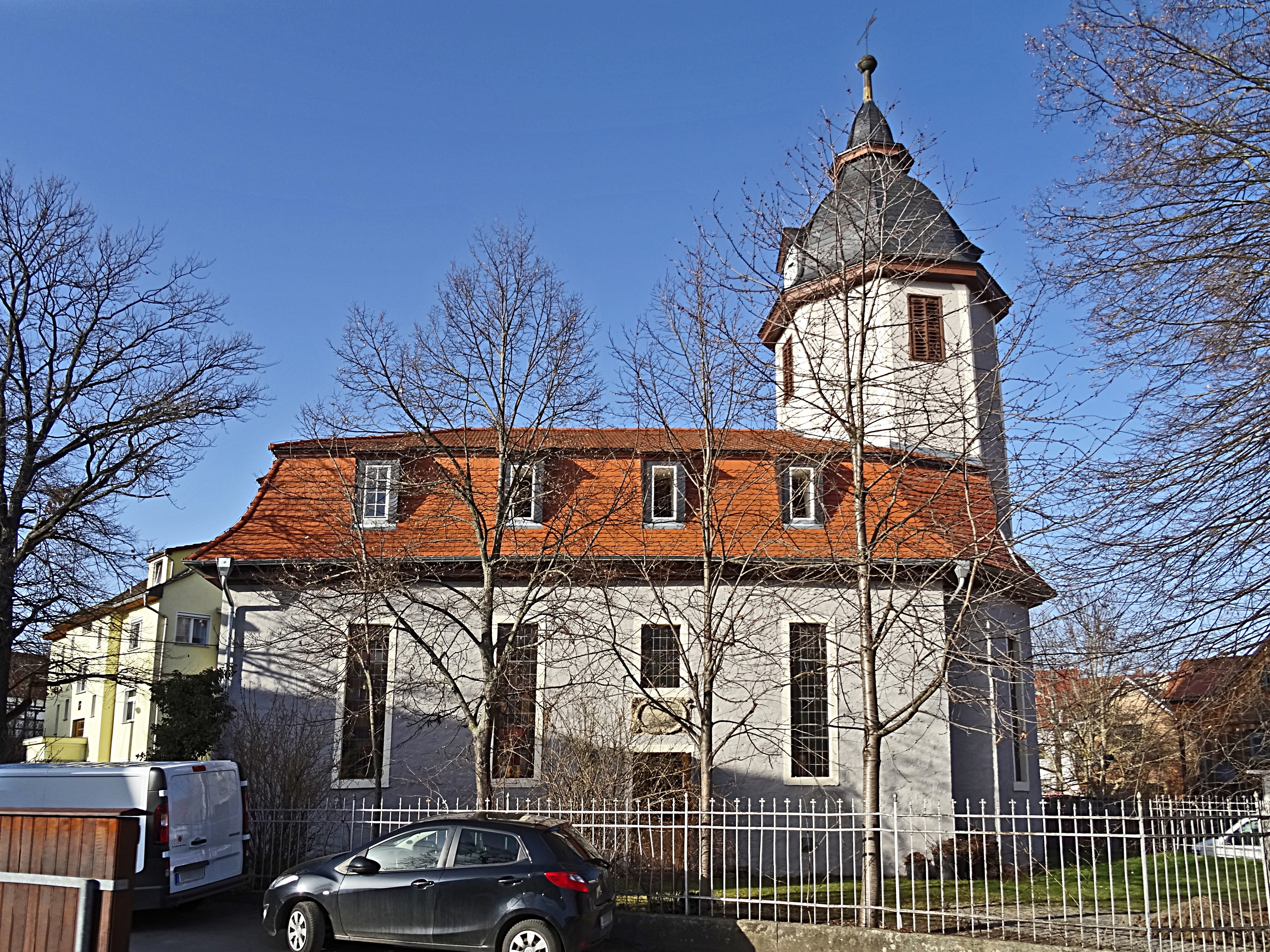
Die St.-Marien-Magdalenen-Kirche

Am 31. Juli 1712 wurde die St.-Marien-Magdalenen-Kirche eingeweiht.

## Städtische Einrichtungen
Löbstedt besitzt zwei Kindergärten, die Grundschule Am Rautal und ein von der Arbeiterwohlfahrt betriebenes Pflegeheim (Seniorenzentrum am Heiligenberg) mit 86 Plätzen. Unmittelbar an der Ortsteilgrenze, jedoch außerhalb des Ortsteils, befindet sich das Carl-Zeiss-Gymnasium.

## Wirtschaft
Größtes Unternehmen im Ortsteil ist der Kaufland-Markt in der Erich-Kuithan-Straße, der auf der Fläche des 1954–1956 errichteten Milchhofes (nach 1990 geschlossen) entstand und wegen seiner günstigen Lage (von den umgebenden Wohngebieten fußläufig erreichbar, Straßenbahnhalt vor dem Markt) hoch frequentiert ist. In Löbstedt befinden sich außerdem ein Betriebsteil von Veolia Umweltservice und einige Handwerksbetriebe.